# Lagos Cold
Los lagos Cold  son un par de  lagos glaciares situados en las montañas Ruby, en el condado de Elko, en el noreste de Nevada, Estados Unidos. Se encuentra en la cabecera del Cold Creek Canyon, a una altitud de 3010 metros sobre el nivel del mar. Tienen una superficie de 3 hectáreas y una profundidad máxima de 8,5 metros.  
La salida de estos lagos es una de las fuentes de Cold Creek, que después de salir de las montañas fluye por el valle de Lamoille, a través del pequeño embalse del lago Phyllis, y luego se fusiona con la rama principal del río Humboldt.

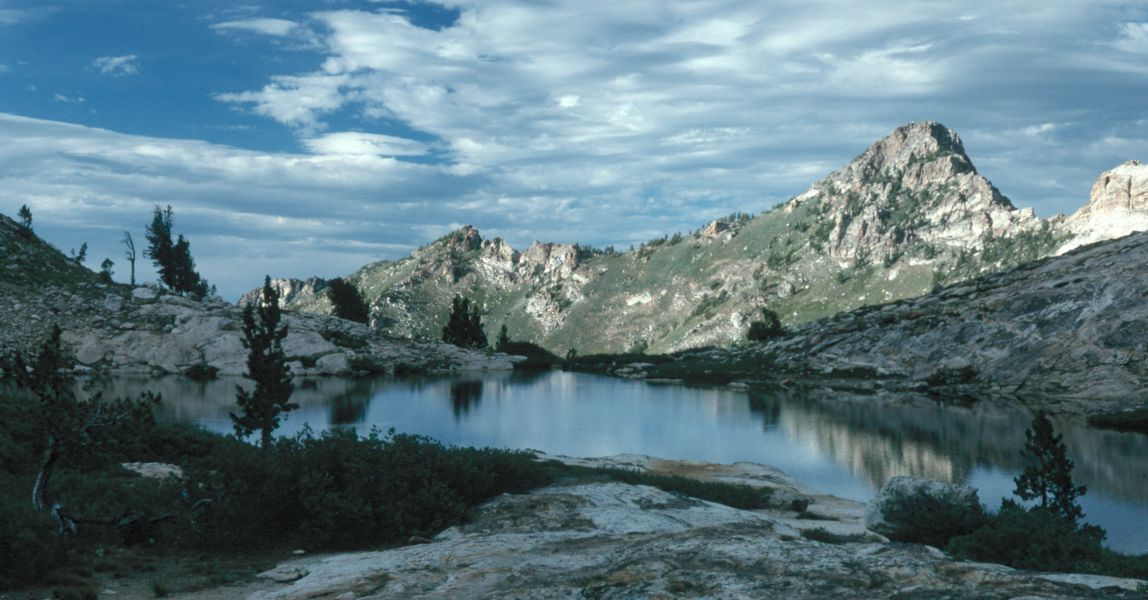
Lower Cold Lake